# Sant Pere Molanta
Sant Pere Molanta és un poble que pertany al municipi d'Olèrdola, a l'Alt Penedès. Situat a 227 m d'altura i a poca distància de Vilafranca del Penedès, és el segon nucli en importància del municipi segons la població, 765 habitants, al 2021. Al seu costat, al peu de la carretera N-340, hi ha el polígon industrial de Sant Pere Molanta que amb els seus 61,79 km² de superfície és un dels més importants de la comarca. Els darrers anys el poble ha crescut molt, fins al punt de doblar la seva població.

## Barri de Cal Sadurní
Al barri de Cal Sadurní hi ha la masia Cal Sadurní, que li dona nom, al costat de l'església de Sant Pere Molanta, que existia ja el 991 dins el terme de l’antiga civitas d’Olèrdola. El lloc és dit Palatio Moranta (996 i 1010) i més tard Palamoranta (1205), i simplement com Moranta des del s XIV. L’església fou ampliada i transformada el 1744. A l'altre costat de la carretera hi ha el celler de Cal Sadurní, que acull l'Aula de la Vinya i el Vi.